# چی کونگ
چی کونگ (به چینی: 氣功) که به نام‌های کی کونگ و چی گونگ نیز شناخته می‌شود که در کلام به معنای «ترویج انرژی زندگی» است تمرینی برای ترتیب حرکت، تنفس و آگاهی است که جهت تمرین، بهبود حال و مدیتیشن استفاده می‌شود. از آنچه با سبقه فلسفه، درمان و هنرهای رزمی چین دیده می‌شود، چی کونگ را می‌توان روشی سنتی برای تهذیب و ترویج چی که همان انرژی حیات است دانست.
چی کونگ با تلفظ (chee goong) به معنی کونگ فوی در گردش انرژی درونی است. چی کونگ که برخی آن را «نای کونگ» [کونگ فوی درونی] نیز می‌نامند، تمریناتی است با هزاران سال قدمت که توسط مردم چین برای حفظ و افزایش سلامت جسمی و روانی و نیز به دست آوردن قدرت بیشتر در هنرهای رزمی، انجام می‌شود.

## روش و اهداف
پژوهش‌های فراوانی درباره روش‌های بهبود جریان چی آغاز و منجر به ابداع روش‌ها و فرم‌هایی گردید که در طول زمان مؤثر بودن خود را نشان دادند و این آغازی برای چی کونگ بود.
اولین مرحله و هدف از تمرین چی گونگ ایجاد و حفظ سلامتی کامل بوده و مرحله بعد هدایت نیروی چی در بدن است که آغاز راه درمان دردها و بیماری‌ها است.
پس از فراگیری چی گونگ تا این مرحله می‌توان به درمان دردهای خود و دیگران پرداخت؛ اما نکته جالب برای علاقمندان به هنرهای رزمی این‌جاست که این افراد می‌توانند از علم چی گونگ در مراحل بعدی آن در پیشرفت توانایی‌های خود در امر به کارگیری هنر رزمی استفاده کنند. علاقهمندان به هنر رزمی می‌توانند با فراگیری نقاط حساس بدن و نوع ضربه و فشاری که بر روی آن نقاط می‌آورند در مقابله با حریف خود با نیروی کم‌تری مبارزه کرده و راحت تر پیروز گردند.

بر اساس این اعتقاد «نیروی چی» یک نیروی طبیعی است که در هر نقطه و بر هر عنصری اثر داشته و حتا نیروی مغناطیسی بخشی از آن است که بشر توانسته به صورت علمی آن را کشف کند. چی کونگ در مرحله بعدی راه کنترل و هدایت این نیرو را درجهت رفع دردها و بیماری‌ها و بی‌نظمی‌ها ایجاد شده در فرکانس امواج مؤثر به ما می‌آموزد.
در تمارین چی کنگ که به صورت داینامیک انجام می شود، تمرکز ذهن ، به دور از هر گونه انقباض در ماهیچه ها و مفاصل ، انجام می گیرد.
به عبارتی مدیریت انرژی حیاتی بدن ، شامل اکسیژن و ATP ، به صورتی اتفاق می افتد که  بهترین حالت ممکن از حداقل مصرف آنها در جهت بهره بری بالا در انجام فعالیتها شکل گیرد. 
در انجام حرکات چی کنگ ، دقت در نرمی و توجه ذهن به اعضا بدن و سیستم تنفسی و بینایی و لامسه و شنوایی و بویایی ، به صورت توامان با بکارگیری نیروی ذهنی ، تصویر سازی و ادراک و شناخت بیشتر از محیط و بدن ، سبب ایجاد هماهنگی کلیه اعضای بدن ما با ذهن و محیط می گردد . 